# Wangisagara
Wangisagara is een bestuurslaag in het regentschap Bandung van de provincie West-Java, Indonesië. Wangisagara telt 13.215 inwoners (volkstelling 2010).